# 間々田佳子
間々田 佳子（ままだ よしこ、1972年〈昭和47年〉5月14日は、日本の表情筋研究家、顔アスリート、アルゼンチンタンゴダンサー。千葉県出身。所属事務所であるままだよしこメソッド株式会社代表取締役。

## 来歴
19歳の時にTV番組の取材でインドに渡り「顔のヨガ」を学ぶ。短大卒業後、日本郵船株式会社「客船飛鳥」乗組員となり、その後アルゼンチンタンゴダンサーとして2010年タンゴダンス選手権アジア大会優勝。同年、フェイシャルヨガ高津文美子に師事、顔ヨガ講師となり、顔ヨガブームの火付け役として美容業界を牽引。
その後、自身の長年の研究を通じて、「顔だけ鍛えてもダメ。体全体から整えることで顔にも最高の変化が起きる」と気づき、2020年に間々田式顔筋トレ「コアフェイストレーニング」を確立。顔や表情の悩みを解決に導く最強のメソッドと確信し、この普及と発展に努めている。
『コアフェイストレーニング（顔の筋トレ）』という顔のトレーニング法開発者。表情筋研究家。
顔を動かすことは、脳を活性化し、自律神経・免疫を強化する。近年は、脳活顔筋トレ、音楽に合わせて顔を動かすフェイスアップダンスなど、新しいトレーニングを多数監修・指導している。
これまでに出版した著書は13冊累計56万部を突破。講演・テレビ出演等多数。講座受講者は3万人を超える。

## 出演
- 日本テレビ「おしゃれイズム」（2011年9月）
- フジテレビ「ビューティコロシアム SP」（2012年1月）
- フジテレビ「FNNスーパーニュース」（2012年1月）
- NHK Eテレ「きれいの魔法」（2012年4月）
- 日本テレビ「イカさまタコさま」（2012年5月）
- フジテレビ「ノンストップ!」（2012年8月）
- ラジオ日本「峰竜太のミネスタ」（2012年11月）
- J-WAVE「葉加瀬太郎のワールドエアカレント」（2012年11月 - 12月）
- NHK BS「女神ビジュアル」（2012年12月）
- 関西テレビ「ウラマヨ」（2013年1月）
- 日本テレビ「スクール革命」（2013年4月）
- 関西テレビ「関ジャニ∞のジャニ勉」（2013年6月）
- NHK総合 「おはよう日本"けんコン"」（2014年6月）
- 日本テレビ「ZIP!」2014年8月）
- テレビ朝日「びっくりぃむ」（2014年10月）
- テレビ東京「なないろ日和!」（2014年11月、2020年6月、2023年3月）
- 日本テレビ「ヒルナンデス」（2015年3月、2017年1月）
- フジテレビ「春の新生活向上委員会」（2015年3月）
- フジテレビ「坂上ジュニアの日本アブナいいね!大賞」（2015年3月）
- TBSテレビ「中居正広のキンスマスペシャル」（2015年3月）
- 日本テレビ「行列のできる法律相談所」スタジオ出演(ひな壇) （2015年5月）
- 日本テレビ「カラダ WEEK」（2015年11月）
- TBSテレビ 「世界ふしぎ発見」（2015年12月）
- フジテレビ「めざましテレビ」（2016年6月）
- 日本テレビ「嵐にしやがれ」（2016年7月）
- 日本テレビ「スッキリ!!」（2016年12月）
- BSフジ 「DO YOU? サタデー」（2017年2月）
- 毎日放送「林先生が驚く初耳学」（2017年4月）
- テレビ東京「ソレダメ」（2017年5月）
- NHK Eテレ「天才テレビくん YOU」（2018年3月）
- 朝日放送テレビ「探偵!ナイトスクープ」（2019年8月）
- TBSテレビ 「この差って何ですか?」（2019年9月、2020年7月）
- 日本テレビ 「シューイチ」（2020年5月）
- NHK「ごごナマ」（2020年12月、2021年3月）
- 日本テレビ「バゲット」（2021年3月）
- 日本テレビ・中京テレビ「それって実際どうなの課」（2021年3月）
- 日本テレビ「世界まる見え!テレビ特捜部」（2021年3月）
- TBSテレビ「中居正広の金曜日のスマイルたちへ」（2022年2月）
- 日本テレビ「世界まる見え!テレビ特捜部」（2022年10月）
- 日本テレビ「DayDay」（2023年4月）
- 毎日放送「ごぶごぶ」（2023年4月）
- 日本テレビ「news every.」（2023年11月）
- 日本テレビ「ぐるナイ」（2024年2月）

## 出版
- 「お風呂ポスター付「間々田佳子の顔ヨガでアンチエイジング」（2012年10月 ぴあ）
- 「口角アップで運気もアップ!顔ヨガで幸運をつかむ」（2013年6月 マッグガーデン）
- 「顔ヨガで驚かれるほど小顔になれる本」（2014年3月 三笠書房 大様文庫）
- 「1週間で劇的変化!10秒顔ヨガパーフェクトプログラム」（2015年 KADOKAWA）
- 「間々田佳子の顔ヨガでシワ消し&笑顔 LESSON 1回10秒!」(2015年 主婦の友社）
- 「日めくり まいにち、顔ヨガ! 1回10秒で小顔&若顔になる!」（2015年 小学館）
- 「白澤卓二と間々田佳子の脳活顔ヨガで活性脳&若顔・小顔」（2015年 ぴあ）
- 「間々田佳子の顔ヨガでたるみ上げ&小顔」（2016年 ぴあ） - 楽天ブックス総合1位。
- 「間々田佳子のみんなの顔体操」（2016年 講談社）
- 「老け、たるみを撃退! 歌う顔ヨガ」（2016年 宝島社）
- 「間々田佳子の貼るだけ! シワとり顔ヨガテープ」（2017年 ぴあ）
- 「ながら顔ヨガ」（2018年 主婦と生活社）
- 「1週間後には「マイナス7歳」見ちがえる! 間々田佳子のかんたん顔筋トレ」（2021年 KADOKAWA）
- 「ブルドッグ顔が引き上がる! 5秒でできる「顔筋改革」」(2021年 PHP研究所）
- 「ほうれい線もたるみも解消! 魔法の1分 フェイスアップダンス」(2022年 主婦の友社）
- 「伝わる顔の動かし方 コミュニケーションは見た目が９割」(2023年 光文社）

## 受賞歴
- 『タンゴダンス世界選手権』アジア大会ステージ部門　優勝(2010年)